# Caenagnathidae
Caenagnathidi ("cénagnatidi") byli skupinou obvykle menších a zřejmě opeřených teropodních maniraptoranů (dravých dinosaurů), patřících mezi oviraptorosaury. Byli vývojově primitivnější než jejich příbuzní oviraptoridi a původně byli považováni za skupinu pokročilých nelétavých ptáků. Tomu odpovídá také název skupiny (odvozený od rodového jména Caenagnathus = "současná čelist"), protože první fosilní čelist byla považována za pozůstatek dávného ptáka. Dnes však považujeme "ptačí" znaky těchto dinosaurů za výsledek konvergentního vývoje.

## Historie výzkumu
Tato skupina teropodů byla poprvé objevena a vědecky definována na základě fosilií objevených na území kanadské Alberty v 70. a 80. letech 19. století. Fosilní vejce těchto dinosaurů jsou badateli objevována dlouhodobě, teprve v posledních desetiletích ale byla identifikována jako vejce oviraptorosaurů. Často se jedná o velké až obří exempláře, včetně největších dosud známých fosilních vajec vůbec.
Nálezů fosilií těchto teropodů v průběhu 21. století značně přibývá a je patrné, že se jednalo o podstatně rozmanitější skupinu, než se dříve předpokládalo.
Početné fosilie této skupiny teropodů byly objeveny také v sedimentech geologického souvrství Scollard na území kanadské provincie Alberty. Tyto sedimenty pocházejí z období pozdního maastrichtu a zahrnují tedy zkamenělé pozůstatky jedněch z posledních neptačích dinosaurů přibližně z posledního milionu let jejich existence (stáří asi 67 až 66 milionů let). Jedná se tedy zároveň o důkaz přítomnosti této skupiny teropodů na úplném konci křídového období.

## Paleobiologie
Lebku měli tito teropodi relativně delší než oviraptoridi, jejich končetiny však byly velmi štíhlé a gracilní, podobné ptačím. Ocas byl obvykle velmi krátký a mohl být zakončen pygostylem, podobně jako u rodu Nomingia. Tito dinosauři byli téměř s jistotou opeření. Obvykle měli skromné tělesné rozměry, největší z nich dosahovali délky jen kolem 3 metrů (například rod Anzu). Beibeilong a Gigantoraptor (pokud patřil do této skupiny) z Číny byli však ještě mnohem větší, tyto rody dosahovaly délky kolem 8 metrů.
Výzkum počítačovým tomografem ukazuje, že u těchto dinosaurů pokračoval vývoj směrem ke ztrátě dentice a vytvoření ramfotéky na konci čelistí, která zuby z funkčního hlediska nahradila. Objevy fosilií cénagnatidů ze svrchnokřídového kanadského souvrství Horseshoe Canyon ukazují, že již mláďata těchto dinosaurů byla velmi aktivní a potravu si zřejmě hledala sama (ornitologickou terminologií řečeno, byla nekrmivá).
Koncem roku 2023 byla publikována odborná práce o nálezu mláděte gorgosaura (s odhadovaným věkem v době úmrtí činícím 5 až 7 let) se zbytky kořisti v prostoru břišní dutiny - jednalo se o zadní končetiny dvou juvenilních jedinců malého cénagnatidního oviraptorosaura druhu Citipes elegans. Fosilie přibližně 335 kg vážícího mláděte druhu Gorgosaurus libratus byla objevena v roce 2009 na území parku Dinosaur Provincial Park v kanadské Albertě. Nález tedy pochází ze sedimentů geologického souvrství Dinosaur Park a má stáří přibližně 75,3 milionu let.